# Eupithecia affinitata
Eupithecia affinitata là một loài bướm đêm trong họ Geometridae.